# 1634 az irodalomban
Az 1634. év az irodalomban.

## Események
- Richelieu bíboros megalapítja a Francia Akadémiát (Académie française), melynek már az alapításkor fő feladata a francia nyelv védelme. (Az intézmény hivatalosan a következő év januárjában alakult meg).

## Publikációk
- Megjelenik (posztumusz) Giambattista Basile nápolyi dialektusban írt mesegyűjteménye: (nápolyiul: Lo cunto de li cunti overo lo trattenemiento de peccerille, magyarul: A mesék meséje, avagy a kicsik mulattatása) első kötete; a második 1636-ban követi. Később a gyűjtemény Pentameron címen vált ismertté.

## Születések
- március 18. – Marie-Madeleine Lafayette francia írónő († 1693)
- december 15. – Thomas Kingo dán püspök, költő és himnuszíró; munkássága a dán barokk költészet csúcspontja († 1703)

## Halálozások
- január 17.– Szenczi Molnár Albert református lelkész, nyelvtudós, filozófus, zsoltárköltő, egyházi író, műfordító (* 1574)
- május 12. – George Chapman angol drámaíró, költő, Homérosz eposzainak angol fordítója (* 1559 körül)
- október 30. – Káldi György jezsuita szerzetes, bibliafordító (* 1573)
- november 26. – Alvinci Péter protestáns egyházi író (* 1570)
- 1634 körül – John Webster angol drámaíró, William Shakespeare késői kortársa (* 1580 körül)